# PDP-1
De PDP-1 was de eerste computer in de PDP-serie van DEC. De PDP-1 werd voor het eerst geproduceerd in 1959 en staat bekend als de belangrijkste computer bij het ontstaan van de hackercultuur aan het Massachusetts Institute of Technology of bij Bolt, Beranek en Newman en elders. De PDP-1 was de originele hardware voor het spelen van het eerste computerspel uit de geschiedenis op een minicomputer: Steve Russells Spacewar.
De introductie van de PDP-1 betekende een radicale verschuiving in de filosofie van computerontwerp: het was de eerste commerciële computer die zich richtte op interactie met de gebruiker in plaats van alleen op het efficiënt gebruik van rekenkracht.

## Geschiedenis

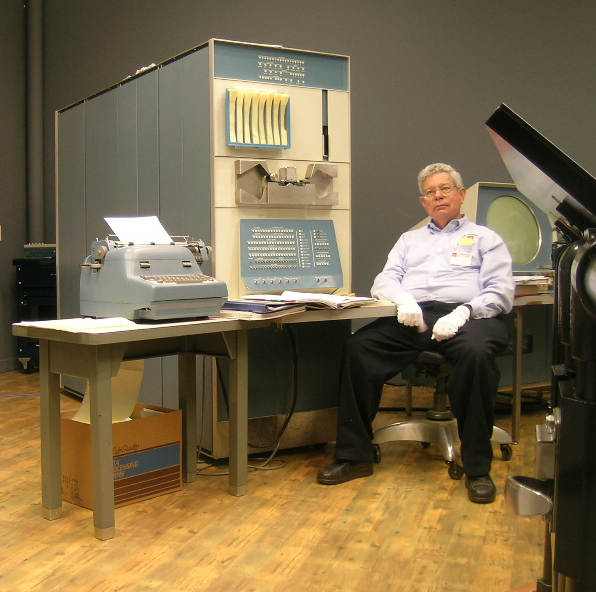
Steve Russell, de maker van Spacewar, bij de PDP-1 in het Computer History Museum

Het ontwerp van de PDP-1 is gebaseerd op de baanbrekende TX-0- en TX-2-computers, ontworpen en gebouwd in het Lincoln Laboratory van het MIT. Na het tonen van een prototype op de Eastern Joint Computer Conference in december 1959 leverde DEC de eerste PDP-1 aan Bolt, Beranek en Newman (BBN) in november 1960 en deze werd begin 1961 formeel aanvaard. In september 1961 schonk DEC de PDP-1 aan het MIT, waar hij naast de TX-0 werd geplaatst die toen voor onbepaalde tijd werd uitgeleend door Lincoln Laboratory.
Zodoende verving de PDP-1 snel de TX-0 als de favoriete machine onder de opkomende hackercultuur en diende hij als platform voor een lange lijst van computerinnovaties, waaronder een van de eerste digitale computerspellen (Spacewar), de eerste teksteditor, de eerste tekstverwerker, de eerste interactieve debugger, het eerste geloofwaardige computerschaakprogramma, een vroege vorm van computermuziek en een van de allereerste timesharing-systemen (BBN Time-Sharing System). De meeste software die voor de PDP-1 ontwikkeld werd gebruikte echter geen besturingssysteem.
De basisconfiguratie van de PDP-1 werd destijds verkocht voor US$ 120.000. Uiteindelijk werden 53 exemplaren geleverd totdat de productie in 1969 eindigde. Al deze machines waren in 1970 nog steeds in actieve dienst en een aantal ervan werd uiteindelijk gered. Het exemplaar van het MIT werd geschonken aan het computermuseum in Boston en kwam van daaruit terecht in het Computer History Museum. De computer bevatte nog een ponsband met een latere versie van Spacewar. PDP-1 nummer 44 werd in 1988 ontdekt in een schuur in Wichita (Kansas) en belandde uiteindelijk ook in het Computer History Museum.
De eerste verwijzing ooit naar kwaadwillig hacken was in The Tech, de studentenkrant van het MIT: er was sprake van "telefoonhackers" die alle lijnen tussen het MIT en Harvard bezetten of die gratis interzonale gesprekken voerden door de PDP-1 te configureren om via war dialing bruikbare telefoonlijnen te vinden.

## Hardware

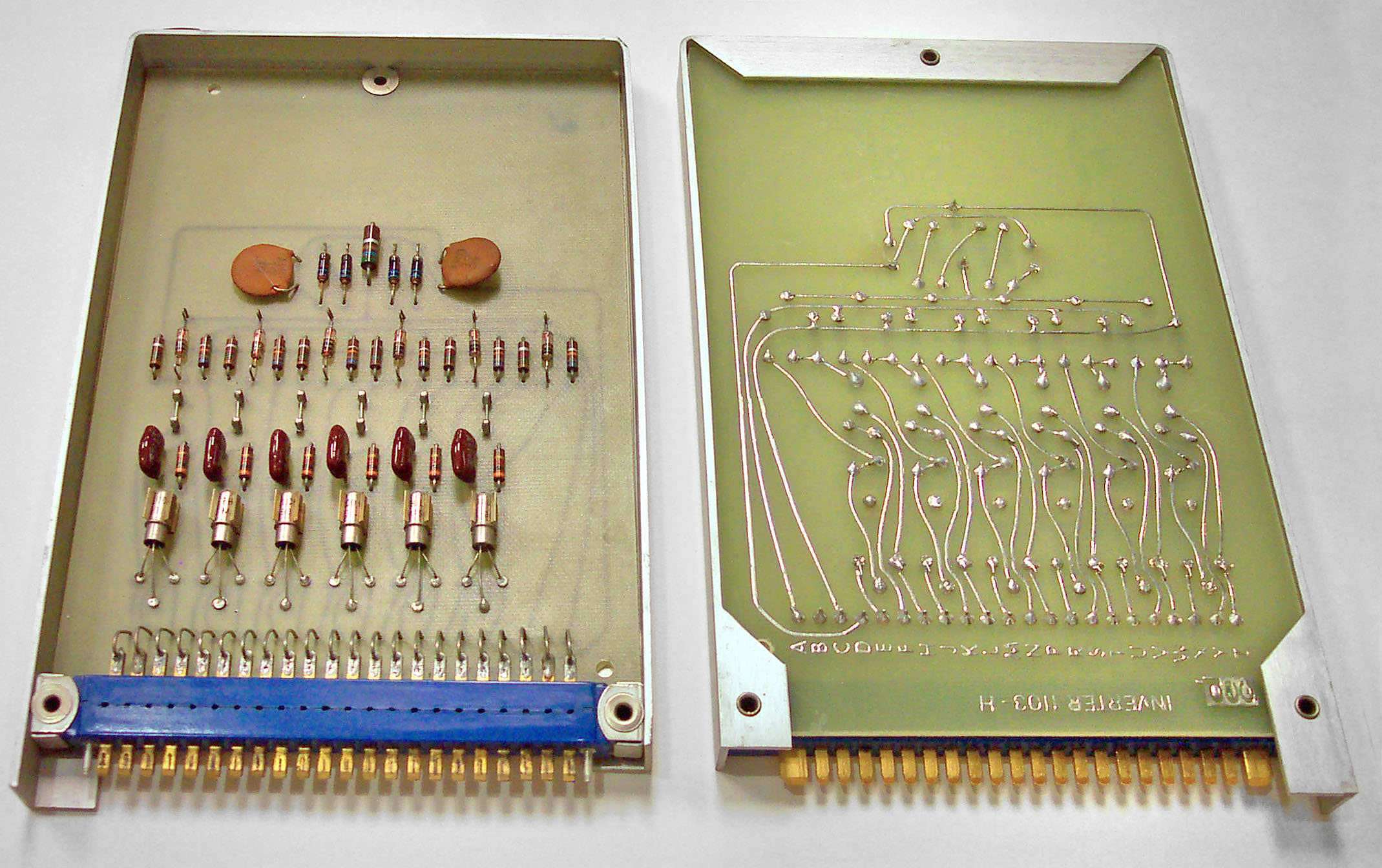
DEC logische bouwblokken

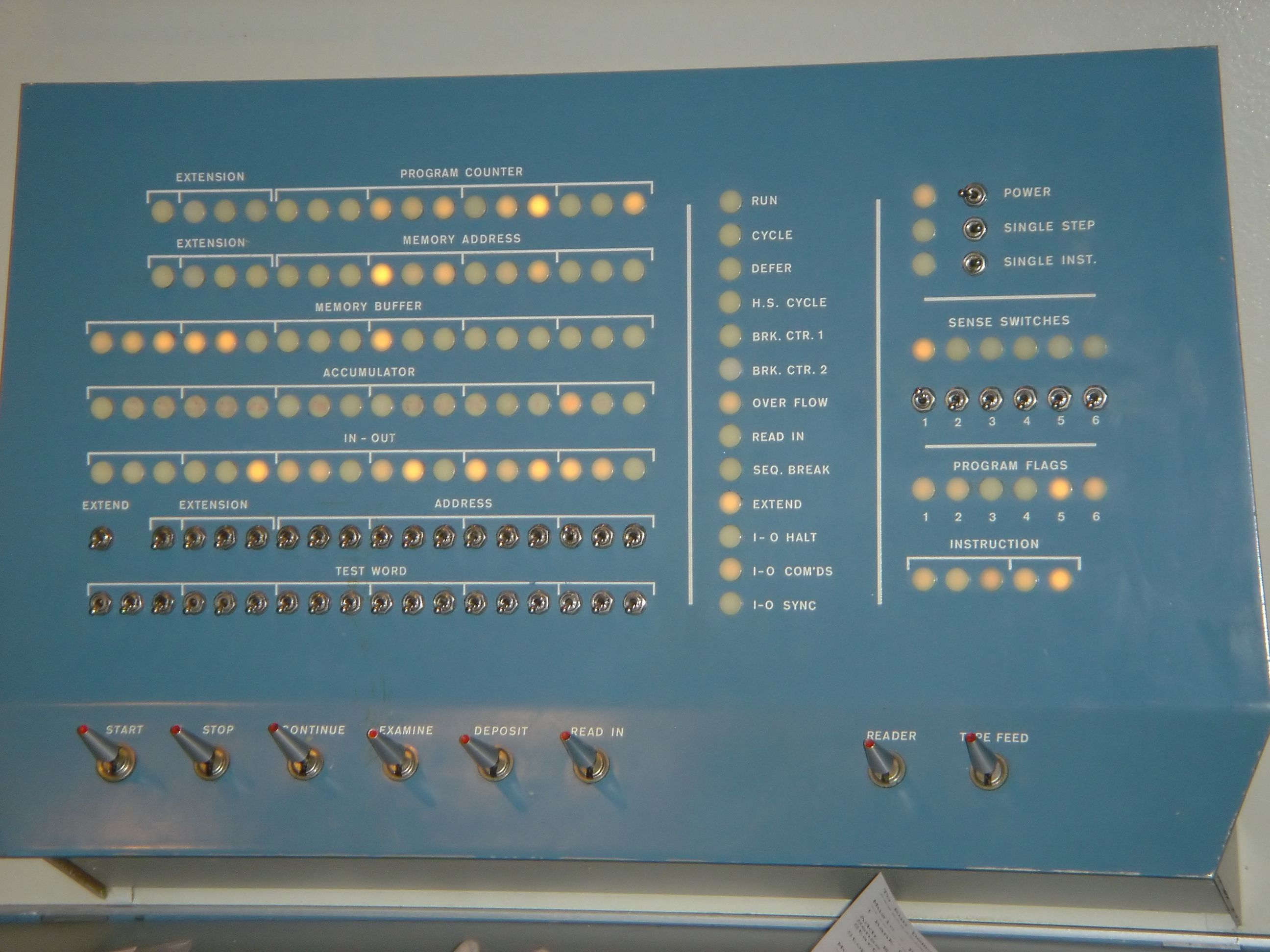
Het bedieningspaneel van de PDP-1

De PDP-1 heeft een woordbreedte van 18 bits en beschikt standaard over een hoofdgeheugen van 4096 woorden, of 9216 bytes in moderne termen. In karaktergrootte is dit echter gelijk aan 12.388 bytes aangezien het systeem een woord van 18 bits gebruikt om drie 6 bits karakters op te slaan. Het geheugen was uitbreidbaar tot 65.536 woorden. De cyclustijd van het ringkerngeheugen bedraagt 5,35 μs (wat grofweg overeenkomt met een kloksnelheid van 187 kHz). Bijgevolg duren de meeste rekenkundige instructies 10,7 μs (93.458 bewerkingen per seconde) omdat ze twee geheugencycli gebruiken: de eerste om de instructie op te halen, de tweede om het datawoord op te halen of op te slaan.
De PDP-1 gebruikt 2700 transistors en 3000 diodes. Het systeem is grotendeels opgebouwd uit logische bouwblokken uit de DEC 1000-serie. De systeemcomponenten zijn verpakt in verschillende 19 inchracks. De rekken zijn zelf verpakt in één grote mainframekast met een zeshoekig bedieningspaneel met schakelaars en lampen dat op tafelbladhoogte aan één uiteinde van de kast gemonteerd is. Boven het bedieningspaneel bevindt zich het standaard invoer/uitvoersysteem van de computer: een ponsbandlezer en -schrijver.

## Randapparatuur

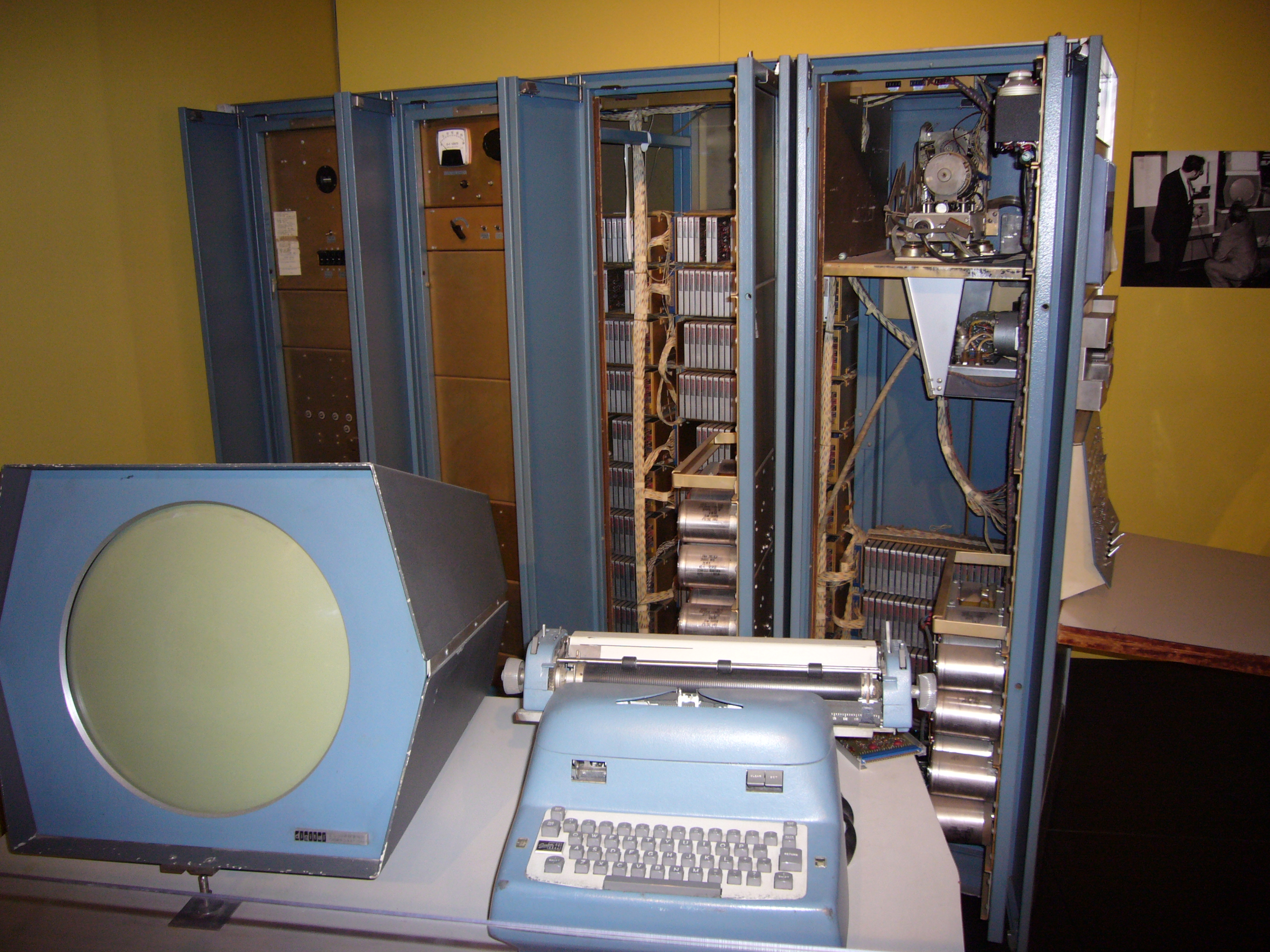
Een Type 30 Precision CRT-scherm en een consoleprinter op basis van een elektrische schrijfmachine van IBM, met in de achtergrond de PDP-1-mainframekast met de 19-inch racks

De PDP-1 gebruikt ponsband als voornaamste opslagmedium. In tegenstelling tot ponskaarten, die gemakkelijk konden gesorteerd en aangepast worden, was ponsband veel omslachtiger om mee te werken. Dit was de aanleiding om teksteditors te maken.
Omdat de PDP-1 uitgerust was met online en offline printers die gebaseerd waren op de elektrische schrijfmachines van IBM, was de computer in staat documenten af te drukken in wat men in de jaren tachtig "letter quality" (Nederlands: briefkwaliteit) zou gaan noemen. Dit inspireerde tot het maken van TJ-2, misschien wel de eerste tekstverwerker. Een typische PDP-1-bedieningsprocedure was het uitvoeren van tekst op ponsband tegen "hoge snelheid" (60 tekens per seconde) en de ponsband vervolgens met de hand over te brengen naar een printer voor offline afdrukken.
In latere jaren werden DECtape-tapedrives aan sommige PDP-1-systemen toegevoegd, als een gemakkelijkere methode om back-ups van programma's en gegevens te maken en om de eerste timesharing mogelijk te maken. Een timesharing-systeem vereist doorgaans een secundair opslagmedium voor het in- en uitswappen van programma's en gegevens zonder dat een handmatige tussenkomst nodig is. Voor dit doel zijn tapedrives veel beter dan ponsbanden, wat betreft betrouwbaarheid, duurzaamheid en snelheid. De eerste harde schijven waren duur en notoir onbetrouwbaar en werden voornamelijk gebruikt om sneller te kunnen swappen en niet voor permanente gegevensopslag.
Het Type 30 Precision CRT-scherm, dat oorspronkelijk ontwikkeld werd voor gebruik in radarsystemen, heeft een resolutie van 1024×1024 beeldpunten. Er kan een lichtpen gebruikt worden om punten op het scherm aan te wijzen.

## Huidige situatie
Er bestaan met zekerheid nog slechts drie PDP-1's, en ze bevinden zich allemaal in het Computer History Museum. Een daarvan is het prototype dat voorheen bij het MIT werd gebruikt, de andere twee zijn PDP-1C-productiemachines. Een van deze twee, nummer 55 (de laatst gemaakte PDP-1), is weer in werkende staat gebracht en wordt elke maand op twee zaterdagen gedemonstreerd. De demonstraties omvatten het spel Spacewar, grafische toepassingen zoals Snowflake en het afspelen van muziek.